# Chiesa dei Santi Gervaso e Protaso (Novate Milanese)
La chiesa dei Santi Gervaso e Protaso è una parrocchiale di Novate Milanese, nella città metropolitana e arcidiocesi di Milano; fa parte del decanato di Bollate.

## Storia
La prima traccia dell'esistenza di una chiesa dedicata ai Santi Gervaso e Protaso a Novate è contenuta in un documento del 1042, mentre è di origine cinquecentesca il primo documento dal quale si possono trarre informazioni sull'aspetto e sulle dimensioni della chiesa, che era di dimensioni modeste (circa 9 metri di larghezza per 11 di lunghezza) a pianta approssimativamente quadrangolare orientata, come l'attuale con l'ingresso a ovest e l'altare maggiore ad est.
Il 26 luglio 1573 l'arcivescovo Carlo Borromeo visitò la chiesa, ordinando che fosse ampliata. I lavori di ampliamento ebbero inizio nel 1585 e terminarono nel 1592.
Ulteriori notizie sulle dimensioni della chiesa si rilevano dalla relazione della visita pastorale del cardinale Giuseppe Pozzobonelli avvenuta il 1º ottobre 1747. Si rileva infatti che la chiesa è stata notevolmente ampliata (9 metri di larghezza per 22 di lunghezza).
Nel 1826 fu ampliato il coro a cura del curato Giuseppe Antonio Mazzacchera.
Nel 1830 fu inaugurato un nuovo concerto composto da cinque campane.
Nel 1931 l'allora parroco Arturo Galbiati affidò all'architetto Ugo Zanchetta il progetto di ristrutturazione completa della chiesa, che terminò nel 1941. La chiesa rinnovata venne consacrata il 21 settembre 1941 dal cardinale Ildefonso Schuster.

## La chiesa oggi
La chiesa ha la forma di una croce latina, a tre navate. La lunghezza massima è di 52 metri, la larghezza di 21 e la larghezza del transetto di 39 metri. L'altezza della cupola è di 27 metri, mentre l'altezza del campanile, dotato di un concerto di cinque campane ad azionamento elettrico, è di 50 metri.
Presso la Cappella del SS. Rosario, all'interno della chiesa, è presente una tela dipinta da Camillo Procaccini nel 1618, intitolata Natività di Maria Vergine, oltre a diversi affreschi di Rodolfo Gambini.